# Gauthier Defreyne
Gauthier Defreyne (Oostende, 6 januari 1989) is een Belgisch politicus voor Open Vld.

## Levensloop
Defreyne startte in de lokale politiek als voorzitter van Jong VLD. Zo richtte hij in 2016 de jongerenafdeling op.

##### Gemeenteraadsverkiezingen 2018
Bij de verkiezingen van 14 oktober 2018 werd Open VLD de winnaar van de verkiezingen. De liberalen stegen met 7,4 procent en werden met 10 zetels de grootste fractie in de Gistelse gemeenteraad. Roland Defreyne (2.302 voorkeurstemmen) klopte toenmalig burgemeester Bart Halewyck (CD&V), maar kon, wegens een getekend voorakkoord, toch geen aanspraak maken op de burgemeesterssjerp. Na mislukte onderhandelingen met CD&V vormde Open VLD uiteindelijk een coalitie met N-VA en sp.a (het latere Vooruit). Omdat Roland Defreyne door het akkoord geen uitvoerend mandaat mocht opnemen, werd de sjerp toevertrouwd aan zijn zoon Gauthier Defreyne, die de tweede hoogste score haalde.

##### Burgemeesterschap (2019-2024)
Defreyne legde op 2 januari 2019 de eed af als burgemeester. In de legislatuur 2019-2024 lagen onder zijn bestuur onder meer de bouw van het nieuwe Vrijetijdscentrum Zomerloos, de herinrichting van de dorpskern van deelgemeente Snaaskerke en de aanleg van het stadspark Dokter Egide Defever op tafel.
Hoewel Defreyne geen moeilijke dossiers uit de weg ging - zo kreeg hij kritiek toen hij in 2022 het verouderde stedelijke zwembad liet slopen - bleek de maatregel zijn populariteit niet te schaden. Integendeel: bij de gemeenteraadsverkiezingen van 13 oktober 2024 gaf hij zijn criticasters lik op stuk en werd hij met ruime voorsprong opnieuw verkozen tot burgemeester. 

##### Gemeenteraadsverkiezingen 2024
Op 13 oktober 2024 trok Defreyne de nieuwe stadslijst “Team Burgemeester”.
- De lijst bleef met 36,7 % van de stemmen en 10 zetels de grootste fractie. Defreyne zelf werd opnieuw stemmenkampioen met 1.624 voorkeurstemmen.
- Nog in de verkiezingsnacht bereikten Team Burgemeester en Vooruit een coalitieakkoord. Samen bezetten zij 13 van de 23 zetels. N-VA verhuisde naar de oppositie. Defreyne behield de burgemeesterssjerp.